# Beka Kurkhuli
Beka Kurkhuli (en georgiano ბექა ქურხული; Tiflis, 6 de octubre de 1974) es un escritor y periodista georgiano.

## Biografía
Entre 1991 y 1996 Beka Kurkhuli estudió arte teatral en el Instituto de Cine y Teatro Shota Rustaveli y en la Universidad Estatal de Tiflis. Publicó sus primeras novelas en el periódico Mamuli en 1991 y desde entonces sus escritos han aparecido de forma regular en revistas literarias. Ha trabajado como reportero de guerra en diferentes regiones de Georgia y otras zonas de conflicto del Cáucaso, como Abjasia, Osetia del Sur y del Norte, Ingusetia, Azerbaiyán y la Garganta de Pankisi, así como en Afganistán.
En 2006 defendió su disertación sobre el tema Campaña de piratería en la región montañosa del este de Georgia y es doctor por el Instituto de Literatura de Georgia.

## Obra
Su primer libro, titulado Punto final ... personas perdidas de territorios perdidos, fue publicado en 2004.
Por  El día anterior ganó el premio literario Revaz Inanishvili en 2014 y sus relatos Adamo, Un cenicero vacío, Una corta noche de verano y 10.000 palabras han sido incluidos en la recopilación 39 cuentos seleccionados.
Obtuvo el premio literario SABA —el más prestigiosos de Georgia— de 2016 en la categoría de mejor novela por Fugitivos del paraíso (სიკვდილის ახსნა). La obra es una mirada retrospectiva al pasado de Georgia a través de la odisea de tres amigos, en una historia profundamente conmovedora con un contenido triste y a veces trágico. El héroe de la narración no es una persona específica, sino la propia época, que va desde los últimos días de la época soviética a los eventos más recientes.
Sobre esta obra, la escritora Nino Sadgobelashvili ha escrito:

Tanto la historia como la narrativa están en sí mismas llenas de una gran concepción, de una idea, de contenido.

Su más reciente Scandara y otros historias (სკანდარა და სხვა მოთხრობები, 2017) fue galardonada con el premio LITERA 2018.